# Германско-чешские отношения
Германско-чешские отношения — двусторонние дипломатические отношения между Германией и Чехией. Протяжённость государственной границы между странами составляет 704 км.

## История

### Исторические взаимоотношения
Богемия и Моравия (большая часть современной Чешской Республики) были заселены в VI веке чехами во время Великого переселения народов. Позже немецкие переселенцы стали меньшинством на чешских землях и отношения между двумя общинами были в целом дружественными в этот период. После прекращения правления чешской династии Пржемысловичей Королевство Богемия попало под власть Люксембургов, Ягеллонов, а затем Габсбургов. Во время Тридцатилетней войны чехи-протестанты стремились противостоять попыткам императора Священной Римской империи Фердинанда II распространить на их землях католицизм. В 1620 году после поражения чехов в битве на Белой горе чешское дворянство и образованное протестантское население были убиты или сосланы, а чешские земли стали наследственным владением Австрийской империи, немецкий стал официальным языком. Чешский язык стал менее распространён, поскольку правительство и аристократия говорили на немецком языке, такая   динамика сохранялась до создания Чешского национального движения в конце XVIII века. Напряженность между чехами и немцами обострилась во время Первой мировой войны: чешский лидер Томаш Гарриг Масарик убедил президента США Вудро Вильсона создать чехословацкое государство в Центральной Европе по праву национального самоопределения после трехсотлетнего господства Австрии. Чешская половина образованного государства Чехословакия состояла из большей части исторического Королевства Богемия, в котором проживало значительное немецкое меньшинство (30 % от общей численности населения) в приграничных Судетах. Эти приграничные районы, в которых проживало большинство немцев, планировалось присоединить к Германской Австрии по праву на самоопределение и в конечном итоге объединиться с Германией.
После прихода к власти в Германии Адольфа Гитлера правительство этой страны пыталось разжечь межнациональную рознь в соседней Чехословакии. Фюрер Адольф Гитлер поручил лидеру чехословацких фольксдойче Конраду Генлейну предъявить требования к правительству Чехословакии о самоопределении немцев и попытаться парализовать функционирование Первой Чехословацкой республики. Этнические немецкие националисты Судет при поддержке Адольфа Гитлера требовали объединения немецкоязычных округов Чехословакии с Германией. В 1938 году в разгар Политики умиротворения Нацистской Германии было подписано Мюнхенское соглашение, поддержанное Великобританией и Францией, в результате которого все основные чехословацкие пограничные укрепления и населенные немцами районы отошли к Германии. Несмотря на наличие союзнических отношений с Францией, чешские чиновники не были приглашены к переговорам и были проинформированы о заключении Мюнхенского соглашения по факту. Чехословакия была вынуждена уступить треть словацкой части - Венгрии, а Тешинская Силезия (имеющая единственную железную дорогу между чешскими и словацкими землями) — Польше. Чехословацкое правительство в изгнании было образовано в Лондоне, а спустя несколько месяцев Адольф Гитлер захватил остальную часть Чехословакии. Во время германской оккупации Чехословакии войска рейха уничтожили чехословацкое государство (единственную представительную демократию в Центральной Европе) и стремились реинтегрировать Богемию и Моравию в состав Третьего рейха. В отношении оккупированных чехословацких земель руководство Германии планировало руководствоваться Генеральным планом Ост.
По окончании Второй мировой войны немецкое меньшинство Судет подверглось принудительной депортации из Чехословакии. Депортация осуществлялась силами армии и сопротивления военного времени. По оценкам, около 2,4 млн этнических немцев были депортированы в Восточную и Западную Германию, несколько тысяч из них погибли при принудительном переселении. В Германии звучали призывы к правительству Чешской Республики о компенсации беженцам, которые чехи отвергли ссылаясь на немецкую оккупацию, военные преступления немцев, поддержку немецкого меньшинства НСДАП, Генеральный план Ост и резню в Лидице.

### Современные отношения
После окончания Холодной войны отношения между объединённой Федеративной Республикой Германия и демократической Чехословакией стали более теплыми. 27 февраля 1992 года федеральный канцлер Германии Гельмут Коль и президент Чехословакии Вацлав Гавел подписали Договор о дружбе, известный как Чешско-германская декларация. В 2012 году федеральный президент ФРГ Йоахим Гаук и президент Чехии Вацлав Клаус совместно посетили Лидице, чешский посёлок, разрушенный до основания германскими войсками в 1942 году, что ознаменовало тенденцию в сближении Чехии и Германии. Страны подписали Шенгенское соглашение и в настоящее время не существует пограничных проверок между жителями этих стран, их границы полностью открыты друг для друга. Граждане одного государства могут также свободно перемещаться и работать в другом государстве в результате принятия Свободы передвижения рабочей силы в Европейском союзе.

### Отношения Чехии со Свободным государством Бавария
В декабре 2010 года и ноябре 2011 года премьер-министр Баварии Хорст Зеехофер посещал Чехию, что считается важным шагом в разрешении спора о приемлемости изгнания судетских немцев после окончания Второй мировой войны. В феврале 2013 года премьер-министр Чехии Петр Нечас стал первым премьер-министром, посетившим Свободное государство Бавария. В своем выступлении в парламенте Баварии Петр Нечас высказал сожаление о факте депортации судетских немцев.
4 декабря 2014 года министр-президент Баварии Хорст Зеехофер открыл представительство Свободного Государства Бавария в Чешской Республике. Среди гостей на церемонии открытия были премьер-министр Чехии Богуслав Соботка и другие должностные лица Чехии и Баварии. В своем выступлении Хорст Зеехофер высоко оценил факт создания представительства Баварии в Чешской Республике и назвал это символом растущей дружбы между Баварией и Чешской Республикой. Представительство Баварии является местом для диалога, дружбы и сотрудничества с Чехией.

## Дипломатические представительства
- Германия имеет посольство в Праге[6].
- У Чехии имеется посольство в Берлине[7].